# Dalechampia fernandesii
Dalechampia fernandesii är en törelväxtart som beskrevs av Grady Linder Webster. Dalechampia fernandesii ingår i släktet Dalechampia och familjen törelväxter. Inga underarter finns listade i Catalogue of Life.